# جایزه دراما دسک
جایزه دراما دسک (انگلیسی: Drama Desk Award) جایزه‌ای است که برای پاسداشت بهترین‌های تئاتر در شهر نیویورک هرساله اهداء می‌شود. این جایزه در سال ۱۹۵۵ با تمرکز بر نمایش‌های بیرون برادوی آغاز به کار کرد و از سال ۱۹۶۹ کار خود را به برادوی تعمیم داد. دراما دسک در کنار جایزه تونی از مهم‌ترین جوایز مربوط به تئاتر در آمریکا محسوب می‌شود.
سازمان دراما دسک که متولی این جوایز است در سال ۱۹۴۹ توسط گروهی از منتقدان تئاتر اهل نیویورک آغاز به کار کرد. مراسم‌های معاصر دراما دسک در تاون‌هال نیویورک برگزار می‌شود.